# 엠에프씨 (기업)
엠에프씨(MFC)는 원료의약품(API) 및 핵심 의약소재 개발·제조를 전문으로 하는 대한한국의 기업이다.

## 역사
2008년 설립되었으며 2024년 12월 하나금융21호스팩과 합병을 통해 기술특례상장으로 코스닥에 상장하였다.

## 매출 및 실적
최근 5년간 연 매출 100억 원 이상을 기록하며, 2024년 상반기 매출은 117억 원, 영업이익은 18억 원으로 사상 최대치를 기록했다.